# Руса IV
Руса IV (Руса, сын Русы) — последний царь государства Урарту, свидетель гибели последнего оплота урартской государственности — крепости Тейшебаини в Закавказье. Период правления ок. 595—585 гг. до н. э.
О последнем периоде государства Урарту сохранилось лишь небольшое число обрывочных сведений. О существовании Русы IV учёным стало известно после внимательного изучения глиняной буллы, опечатывающей одно из зернохранилищ крепости Тейшебаини. Археологам сразу стало ясно, что булла была сорвана в момент последнего штурма крепости, на ней также сразу удалось прочитать отчество последнего урартского царя «сын Русы», однако имя царя «Руса» удалось прочитать лишь почти десятилетие спустя в 1960 году.
|  | Глиняная булла скрепляла концы верёвки, пропускаемой в петли двери, которая закрывала зернохранилище, и таким образом опечатывала зернохранилище. Для невозможности подделки буллы на ней ставилась подпись смотрителя и прокатывалась его цилиндрическая печать. На фотографии видны подписи и след цилиндрической печати. |

Таким образом, выяснилось, что последним урартским царём был Руса IV, сын Русы III, который возглавлял остатки некогда могущественного урартского государства. Во время правления Русы IV урарты окончательно утратили влияние в центре страны, в районе озера Ван и продолжали сдавать позиции в Закавказье. Город Аргиштихинили был утерян в бою, а город Эребуни оставлен без боя, а его ценности перевезены в Тейшебаини. Однако вскоре, около 585 года до н. э., и Тейшебаини будет сожжена, а вместе с этой крепостью государство Урарту погибнет.